# یواس‌اس شنگرف (آی‌ایکس-۱۶۳)
یواس‌اس شنگرف (آی‌ایکس-۱۶۳) (به انگلیسی: USS Cinnabar (IX-163)) یک کشتی بود. این کشتی در سال ۱۹۴۴ ساخته شد.